# الدكة (أسوان)
قرية الدكة هي إحدى القرى التابعة لمركز نصر النوبة في محافظة أسوان في جمهورية مصر العربية.